# Once preludios corales
Los Once preludios corales para órgano, op. 122, es la última composición de Johannes Brahms, obra escrita en el verano de 1896 en su casa de verano en Bad Ischl. Contiene sus últimas notas escritas y fue publicada de manera póstuma en 1902.
En su composición, usa una técnica que ya había probado 40 años antes (en obras como el Preludio de coral y fuga en La menor, O Traurigkeit), aunque con evidentes signos de madurez.

## Estructura
- Op.122 n.º 1 Mein Jesu, der du mich
- Op.122 n.º 2
- Op.122 n.º 3 O Welt, ich muß dich lassen
- Op.122 n.º 4 Herzlich tut mich erfreuen
- Op.122 n.º 5 Schmücke dich, o liebe Seele
- Op.122 n.º 6 O wie selig seid ihr doch, ihr Frommen
- Op.122 n.º 7 O Gott, du frommer Gott
- Op.122 n.º 8 Es ist ein Ros' entsprungen
- Op.122 n.º 9 Herzlich tut mich verlangen
- Op.122 n.º 10 Herzlich tut mich verlangen
- Op.122 n.º 11 O Welt, ich muß dich lassen